# ونوس (کرجی)
ونوس (کرجی) (به انگلیسی: Venus (yacht)) کشتی شخصی خانواده استیو جابز است که توسط شرکت کشتی سازی فیدشیپ و با طراحی فیلیپ استارک مهندس فرانسوی در سال ۲۰۱۲ ساخته شده است که طول آن ۷۹٫۲۵ متر (۲۶۰٫۰ فوت) است.